# Tenna (fleuve)
Pour les articles homonymes, voir Tenna.
La Tenna est une rivière de la région des Marches en Italie.

## Géographie

### Communes traversées
| Ville                      | Province |
| -------------------------- | -------- |
| Montefortino               | Fermo    |
| Amandola                   | Fermo    |
| Smerillo                   | Fermo    |
| Monte San Martino          | Macerata |
| Santa Vittoria in Matenano | Fermo    |
| Penna San Giovanni         | Macerata |
| Servigliano                | Fermo    |
| Falerone                   | Fermo    |
| Belmonte Piceno            | Fermo    |
| Montegiorgio               | Fermo    |
| Grottazzolina              | Fermo    |
| Magliano di Tenna          | Fermo    |
| Ponzano di Fermo           | Fermo    |
| Rapagnano                  | Fermo    |
| Fermo                      | Fermo    |
| Monte Urano                | Fermo    |
| Sant'Elpidio a Mare        | Fermo    |
| Porto Sant'Elpidio         | Fermo    |

## Étymologie
Le nom latin de la rivière était Tinna, probablement dérivé du nom de la divinité italique Tinia.

## Affluents
Les principaux affluents de la Tenna sont :
- le ruisseau Ambro, à Tre Ponti, sur le territoire de Montefortin ;
- le ruisseau Tennacola, dans la région de Parapina ;
- le ruisseau Salino, aux eaux salées, près de Servigliano.